# Natação artística nos Jogos Pan-Americanos de 2023
As competições de natação artística nos Jogos Pan-Americanos de 2023 em Santiago, no Chile, foram realizadas de 31 de outubro a 3 de novembro de 2023, no Centro Aquático, localizado no cluster do Estádio Nacional. Dois eventos foram disputados, duetos e por equipes, sendo que nessa última foi permitido a participação de homens pela primeira vez.

## Qualificação
Um total de 80 nadadores artísticos poderiam se classificar para competir. Como país-sede, o Chile classificou a cota máxima de nove nadadores. Outras sete equipes se classificaram por meio de competições sub-continentais (cada uma com nove atletas). Cada uma das equipes deveria inscrever um dueto com as competidores que já faziam parte das inscritas. 
Além disso, quatro vagas no dueto foram reservadas para os Comitês Olímpicos Nacionais que não conseguirem se classificar para a competição por equipes.

## Nações participantes
Um total de 12 CONs classificaram nadadores artísticos, com a quantidade de competidores representada entre parênteses.
- ARG Argentina (2)
- ARU Aruba (9)
- BRA Brasil (9)
- CAN Canadá (9)
- CHI Chile (9)
- COL Colômbia (9)
- CRC Costa Rica (2)
- CUB Cuba (2)
- ESA El Salvador (9)
- USA Estados Unidos (9)
- MEX México (9)
- URU Uruguai (2)

## Medalhistas
| Evento           | Ouro | Prata | Bronze |
| ---------------- | --- | --- | --- |
| Dueto detalhes   | Nuria Diosdado Joana Jiménez MEX México | Megumi Field Ruby Remati USA Estados Unidos                                                                                              | Laura Miccuci Gabriela Regly Silva BRA Brasil |
| Equipes detalhes | Regina Alferez Marla Arellano Nuria Diosdado Daniela Estrada Itzamary González Luisa Jailib Joana Jiménez Jessica Sobrino Pamela Toscano MEX México | Anita Alvarez Jaime Czarkowski Megumi Field Audrey Kwon Calista Liu Jacklyn Luu Bill May Ruby Remati Daniella Ramirez USA Estados Unidos | Sydney Carroll Scarlett Finn Audrey Lamothe Jonnie Newman Raphaelle Plante Kenzie Priddell Claire Scheffel Florence Tremblay Olena Verbinska CAN Canadá |

## Quadro de medalhas
| Ordem | País               | Medalha de ouro | Medalha de prata | Medalha de bronze |   |
| ----- | ------------------ | --------------- | ---------------- | ----------------- | - |
| 1     | MEX México         | 2               |                  |                   | 1 |
| 2     | USA Estados Unidos |                 | 2                |                   | 1 |
| 3     | BRA Brasil         |                 |                  | 1                 | 1 |
|       | CAN Canadá         |                 |                  | 1                 | 1 |
| TOTAL | TOTAL              | 2               | 2                | 2                 | 6 |